# تاريخ فلسطين
تتمتع منطقة فلسطين بموقع استراتيجي بين ثلاث قارات، ولها تاريخ مضطرب باعتبارها مفترق طرق للدين والثقافة والتجارة والسياسة. فلسطين هي مهد اليهودية والمسيحية، وقد سيطرت عليها العديد من الممالك والقوى، بما في ذلك مصر القديمة، وإسرائيل القديمة ويهودا، والإمبراطورية الفارسية، والإسكندر الأكبر وخلفائه، والحشمونيون، والإمبراطورية الرومانية، والخلافة الإسلامية، والصليبيون. وفي العصر الحديث، كانت المنطقة تحكمها الإمبراطورية العثمانية، ثم الإمبراطورية البريطانية، ومنذ عام 1948 تم تقسيمها إلى إسرائيل والضفة الغربية وقطاع غزة.
تاريخ فلسطين قد يكون محل خلاف حاد، وذلك لحساسية موضوع تاريخ فلسطين المرتبط بالواقع السياسي حتى يومنا هذا.

## فلسطين ما قبل الميلاد

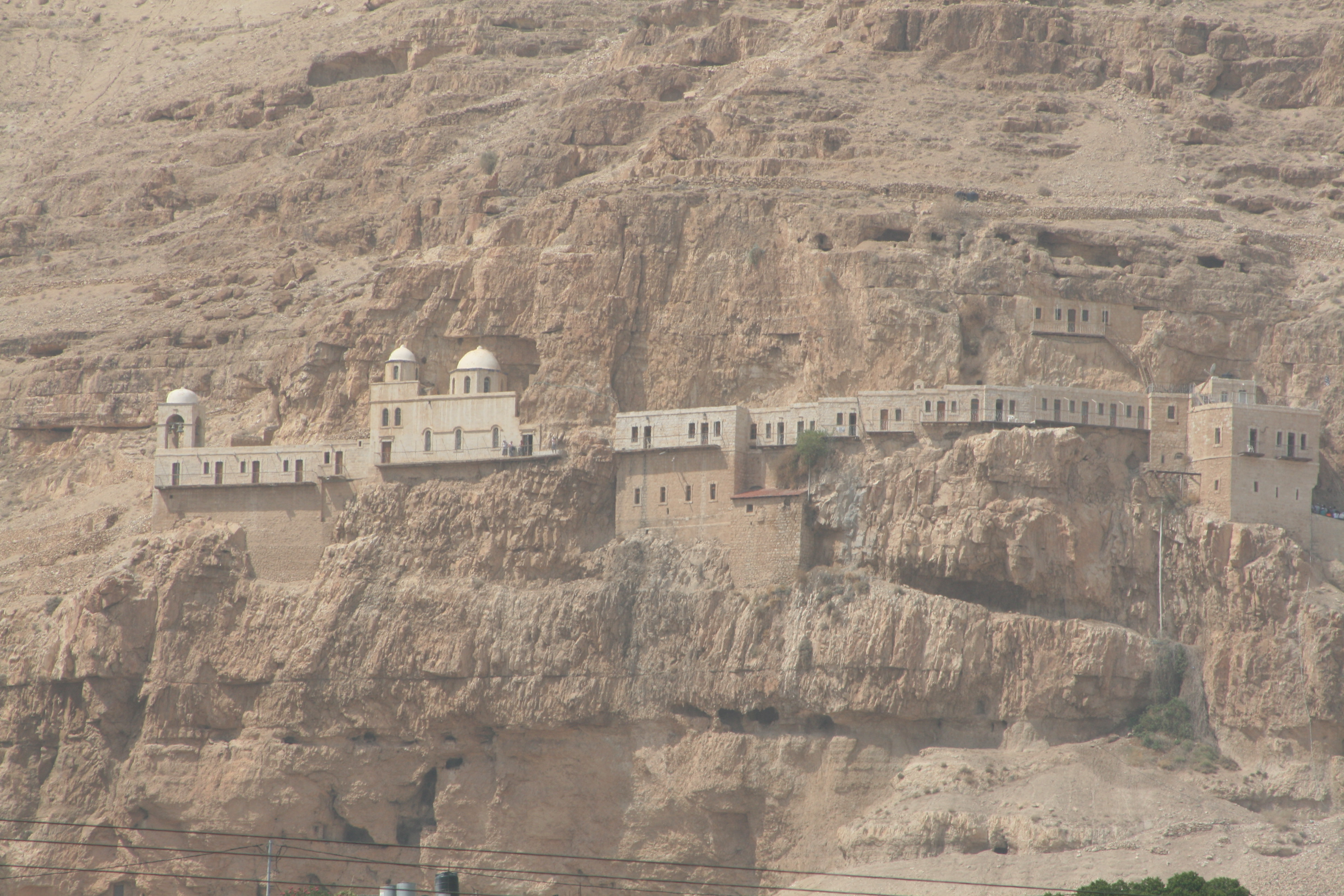
أريحا، أقدم المدن في العالم.

وجدت آثار الوجود البشري في منطقة جنوبي بحيرة طبريا، في منطقة تل العبيدية وهي ترقى إلى ما بين 600 ألف سنة مضت وحتى مليون ونصف سنة مضت. في العصر الحجري الحديث (10000 ق.م. - 5000 ق.م.) نشأت المجتمعات الزراعية الثابتة، ومن العصر النحاسي (5000 ق.م. - 3000 ق.م.) وجدت أدوات نحاسية وحجرية في جوار أريحا وبئر السبع والبحر الميت.يعد الأثريون أريحا كأقدم المدن على الإطلاق  حيث يرجع تاريخها إلى العصر الحجري ما قبل 10 - 11 ألف سنة، أي حوالي قبل الألف الثامن قبل الميلاد.
وصل الكنعانيون أبناء كنعان من شبه الجزيرة العربية إلى فلسطين بين 3000 ق.م. و 2500 ق.م. وفي نحو 1250 ق.م. دخل يوشع بن نون عليه السلام بقومه إلى أريحا ودارت معركة بينهم وبين قوم من الكنعانيين انتصر فيها ودخل إلى فلسطين. لكن انقسموا إلى قبائل عدة وكان حكامهم يسمون (القضاة)، وقد انتشرت بينهم الحروب والنزاعات.
وحّد داوود عليه السلام القبائل، وحوِّلها إلى مملكة متحدة عاصمتها القدس ووسِّع حدود مملكته، وهزم المؤابيين والعمونيين والأدوميين. وقد خلفه ابنه سليمان في حكمها.
بعد وفاة سليمان عليه السلام، قسمت دولة بني إسرائيل إلى مملكتي إسرائيل ويهوذا وفي 721 ق.م. استولى الآشوريون على مملكة إسرائيل، وفي عام 586 ق.م. هزم البابليون بقيادة نبوخذ نصر مملكة يهودا وسبوا أهلها إلى بابل وهدموا الهيكل الذي يعتقد اليهود أن سليمان عليه السلام قد بناه.
539 في ق.م. بعد احتلال الفرس لبابل سمح ملكهم كورش (سيروس كما يطلق عليه مؤرخي اليهود) لليهود بالعودة إلى فلسطين لكن الغالبية منهم فضلت البقاء في بابل وقد لاقى اليهود على يد الفرس معاملة حسنة لأنهم كانوا أعداء البابليين وغدت يهوذا ولاية من ولايات الفرس حتى سنة 332 ق.م، حيث انتقلت إلى ملك الإسكندر المقدوني بعد أن هزم الفرس واحتل سوريا وفلسطين. لتصبح فلسطين تحت الحكم اليوناني، وبموته وبحدود 323 ق.م. تناوب البطالسة المصريين والسلوقيين السوريين على حكم فلسطين حتى أصبح  اليهود أقلية دينية في أرض كنعان.

### في تاريخ فلسطين

#### الفترة الإغريقية (638 ق.م–332 ق.م)

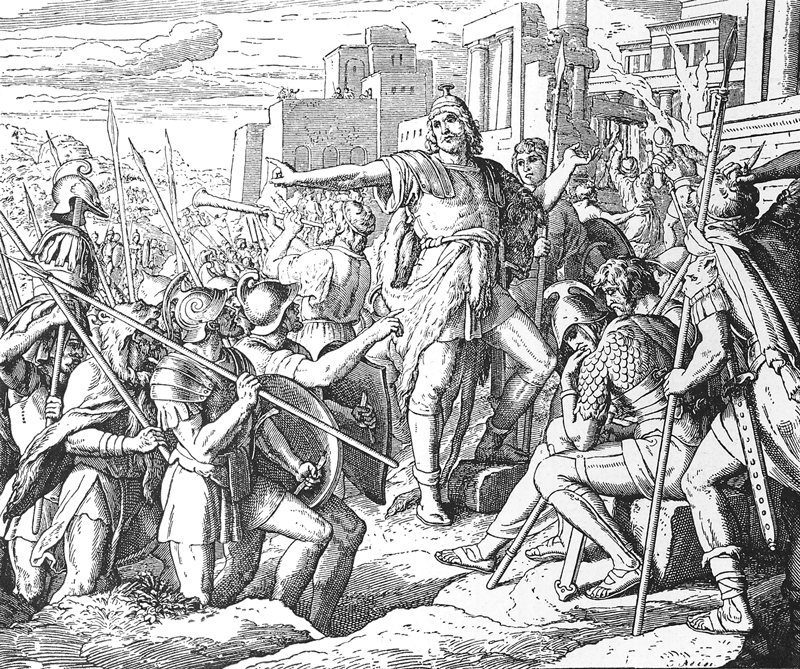
يهوذا المكابي يقود ثورة اليهود.

عندما توفي الإسكندر عام 323 ق.م، انقسم قادة الإسكندر العسكريين الذين يعرفون باسم «الخلفاء Diadochi» ثم تفرغوا لمحاربة بعضهم بعضاً في صراعات منهمكة عرفت بحروب الخلفاء، بهدف اقتسام الإمبراطورية الهلنستية التي تأسست تحت قيادته، حيث سيطر سلوقس الأول (المظفر) Seleucus I (Nicator) (312-281 ق.م) مؤسس الدولة السلوقية في سوريا وعاصمتها أنطاكيا. أما بطليموس الأول (المنقذ) Ptolemy I (Soter) (323-285 ق.م) فقد أسس الدولة البطليمية في مصر وعاصمتها الإسكندرية.
وقد اندلعت حروب خمسة بين الدولتين السلوقية من جهة والبطليمية من جهة أخرى، وذلك بغية الانفراد بالسيطرة على بلاد الشام (سوريا وفلسطين)، وقد عرفت هذه باسم الحروب السورية التي دامت حوالي اثنين وعشرين عاماً. وقد ذاقت فلسطين الأمرّين خلال هذه السنوات التي مرت ما بين وفاة اسكندر الكبير ومعركة إبسوس Battle of Ipsus عام 301 ق.م (بين البطالمة والسلوقيون).
أما فلسطين فقد كانت بين هاتين القوتين المتصارعتين، التي خضعت في نهاية المطاف للحكم البطلمي الذي شمل الفترة التالية: (منذ عام 301 ق.م وحتى عام 198 ق.م).
انقسم اليهود تحت حكم الإغريق إلى قسمين:
قسم اتبعوا الإغريق وسموا اليهود الإغريقيين وقسم تمسكوا باليهودية وهربوا من السلوقيين وهم المكابيون نسبة إلى قائدهم يهوذا المكابي، وقد استقل بحكم أورشليم حينما دب الخلاف بين السلوقيين والبطالمة. ويعتقد اليهود أن يهوذا المكابي قد قام بإعادة بناء الهيكل مرة أخرى.

#### الفترة الرومانية (63 ق.م–638 م)
احتل الرومان فلسطين وجعلوها ولاية رومانية تابعة لروما أولاً، ثم بيزنطة بعد انقسام الدولة الرومانية وظلت تحت حكمها إلى منتصف القرن السابع الميلادي. وخلال فترة الحكم الروماني شهدت فلسطين ميلاد السيد المسيح عيسى بن مريم عليه السلام، إلا أن اليهود وشوا به للحاكم الروماني سنة 37[بحاجة لمصدر] واتهموه بالكفر وما تلا ذلك من قصة الصلب على اختلاف تفاصيلها في العقيدتين الإسلامية والمسيحية.

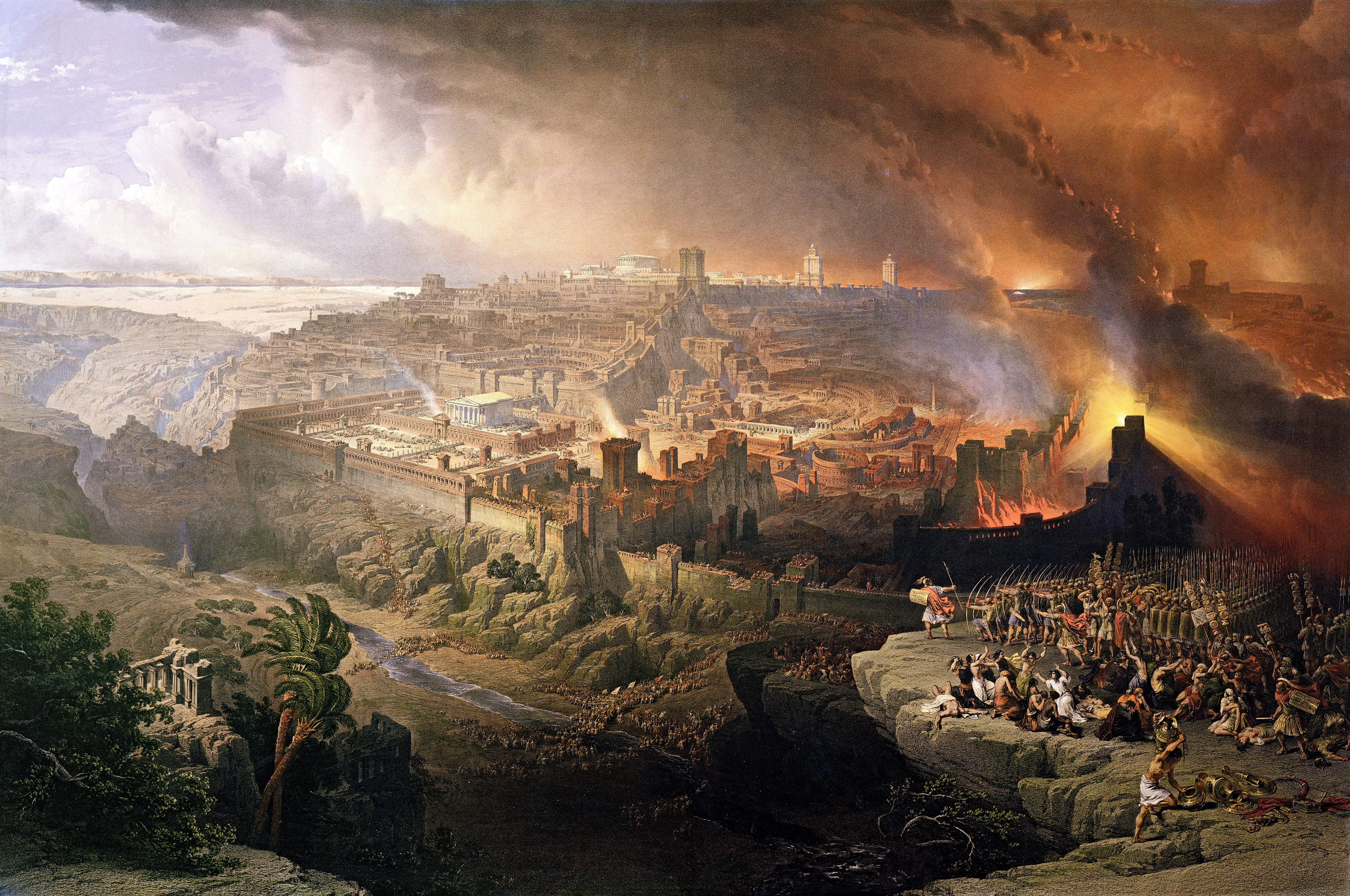
تدمير القدس على يد الحاكم الروماني تيتوس.

#### التمرد اليهودي
خضعت فلسطين لحكم الرومان وكانوا يستعملون عليهم ولاة ممن يختارون من اليهود، إلا أن اليهود كانوا دائمي الثورة.
في عام 66 م ثار اليهود في القدس على الحكم الروماني فحاصرهم الرومان واستطاع القائد تيتوس سنة 70 م دخول القدس، فدمرها بالكامل وأخذ اليهود عبيداً يباعون في روما وهنا بدأ تواجدهم في أوروبا.

#### هادريان واليهود
وفي عهد الإمبراطور تراجان سنة 106 من الميلاد عاد اليهود إلى القدس وأخذوا في الإعداد للثورة وأعمال الشغب من جديد، فلما تولى هادريان عرش الرومان سنة 117 - 138 ميلادية حول المدينة مستعمرة رومانية وحظر على اليهود الاختتان وقراءة التوراة واحترام السبت.
ثار اليهود بقيادة بار كوخبا سنة 135 ميلادية، فأرسلت روما الوالي يوليوس سيفيروس فاحتل المدينة وقهر اليهود وقتل باركوخيا وذبح من اليهود 580 ألف نسمة وتشتت الأحياء من اليهود في بقاع الأرض ويسمى هذا العهد بـ (عصر الشتات) أو (الدياسبورا).

## فلسطين والشام بعد ظهور الإسلام

### حقبة ظهور الإسلام والخلفاء الراشدين
قبل ظهور الإسلام في القرن السابع، كان قد حدث تمازج متصل بين المسيحيين في فلسطين والسكان العرب (الذين كان العديد منهم من المسيحيين أيضا) القاطنين إلى الجنوب وإلى الشرق من فلسطين. وكان المسلمون يتجهون إلى القدس كقبلة للصلاة، كما كانت معجزة الإسراء والمعراج التي تروي اسراء نبي الإسلام محمد من مكة إلى القدس وعروجه منها إلى السماوات السبع بحسب المروية الإسلامية تضفي عليها أهمية قدسية أيضا.
بعد معركة أجنادين وانتصار المسلمين فيها بدأ المسلمون يسيطرون على اراضي فلسطين، وقد استولى العرب المسلمون على القدس من البيزنطيين سنة 637 م، أعرب الخليفة عمر بن الخطاب عن احترامه للمدينة بأن تقبل بنفسه استسلامها، وكتب لهم وثيقة أمان عرفت فيما بعد بـالعهدة العمرية، ووصف الفتح والوثيقة بأنها فريدة لتلك العصور حيث أعطت الوثيقة أمانا لأنفسهم وأموالهم وكنائسهم وصلبانهم، فمن خرج منها فهو آمن ومن أقام فهو آمن، وشهد على ذلك خالد بن الوليد وعبد الرحمن بن عوف وعمرو بن العاص، ومعاوية ابن ابي سفيان، وقد وكان الاسم العربي الذي أطلق على القدس هو بيت المقدّس، كمقابل للبيت الحرام. وأصبحت ولاية فلسطين البيزنطية ولاية إدارية وعسكرية عربية أطلق عليها اسم جند فلسطين منذ ذاك الوقت.

### العصر الأموي

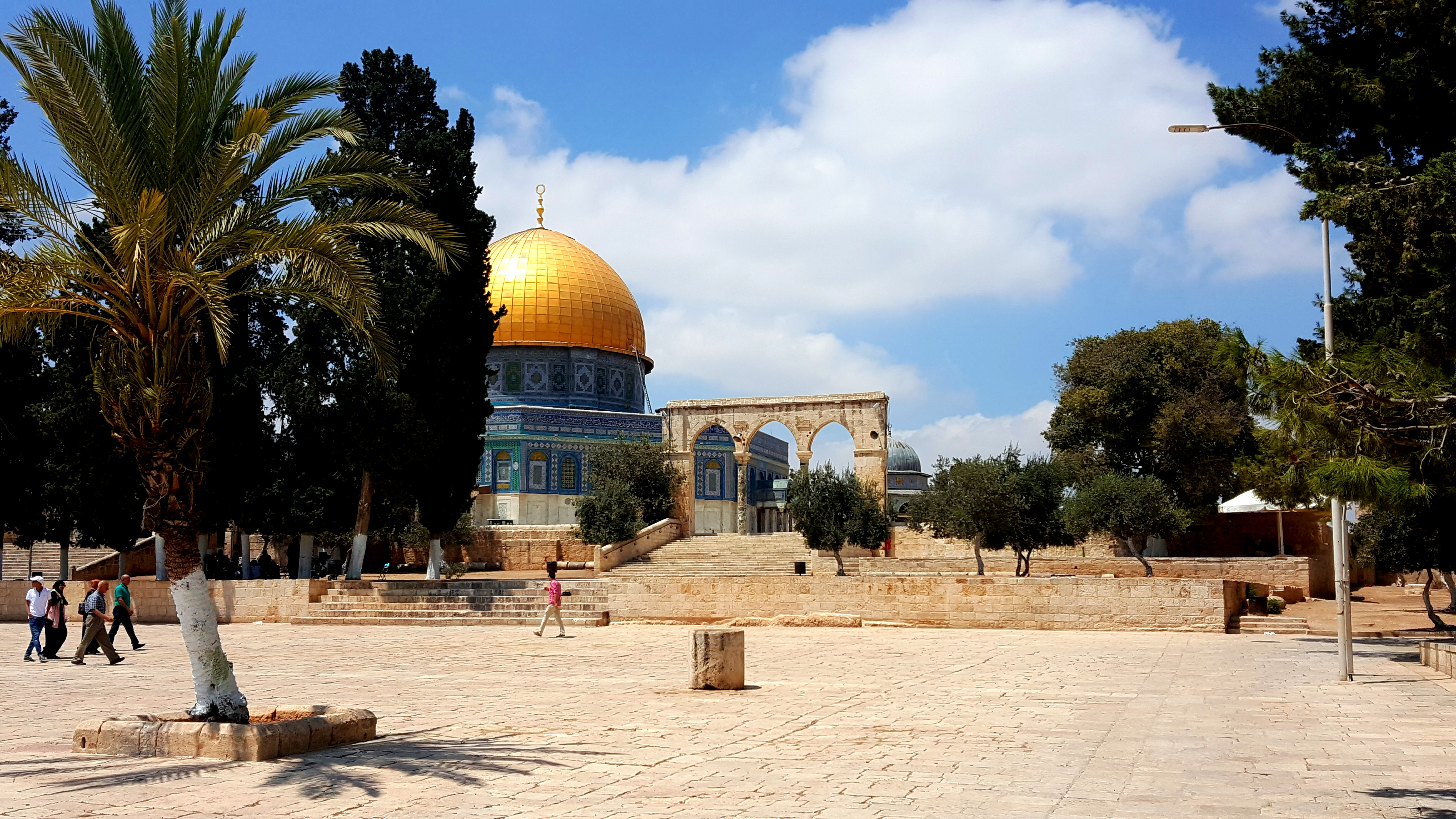
قبة الصخرة، شيدها عبد الملك بن مروان.

كان معاوية بن أبي سفيان أول خلفاء بني أمية والي دمشق، وعندما قبض الأموييون الخلافة، نقلوا عاصمة الخلافة إلى عاصمتهم - دمشق، ولما بلغت الخلافة الأموية اوج سلطانها ووصل نفوذها إلى وسط آسيا شرقآ وحدود فرنسا في أوروبا غربآ لتكون بذلك أكبر إمبراطورية إسلامية في التاريخ.
أمر الخليفة الأموي الخامس عبد الملك بن مروان ببناء مسجد قبة الصخرة خلال الفترة 688م - 692م فوق صخرة المعراج. ولا تزال حتى يومنا هذا رمزاً معماريا للمدينة. رصد عبد الملك بن مروان لهذا البناء خراج مصر 7 سنين ولكن عبد الملك توفي قبل أن يتم بناء المسجد فأكمله من بعده ابنه الوليد بن عبد الملك.
يرى البعض أن تفضيل الأمويين لفلسطين والقدس سياسي إلى حد ما، لان مكة المكرمة كانت في يد خصوم بني اميّة في العقود الأولى، ولكن حتى بعدما دانت مكة المكرمة والمدينة المنورة بالولاء للأمويين سنة 692 م، فان الخليفة السابع سليمان، نُصِبَ على كرسي الخلافة في القدس ثم في العاصمة دمشق بعد ذلك، كما أنه بني مدينة الرملة بالكامل ومن قبل لم يكن لها وجود.

### العصر العباسي

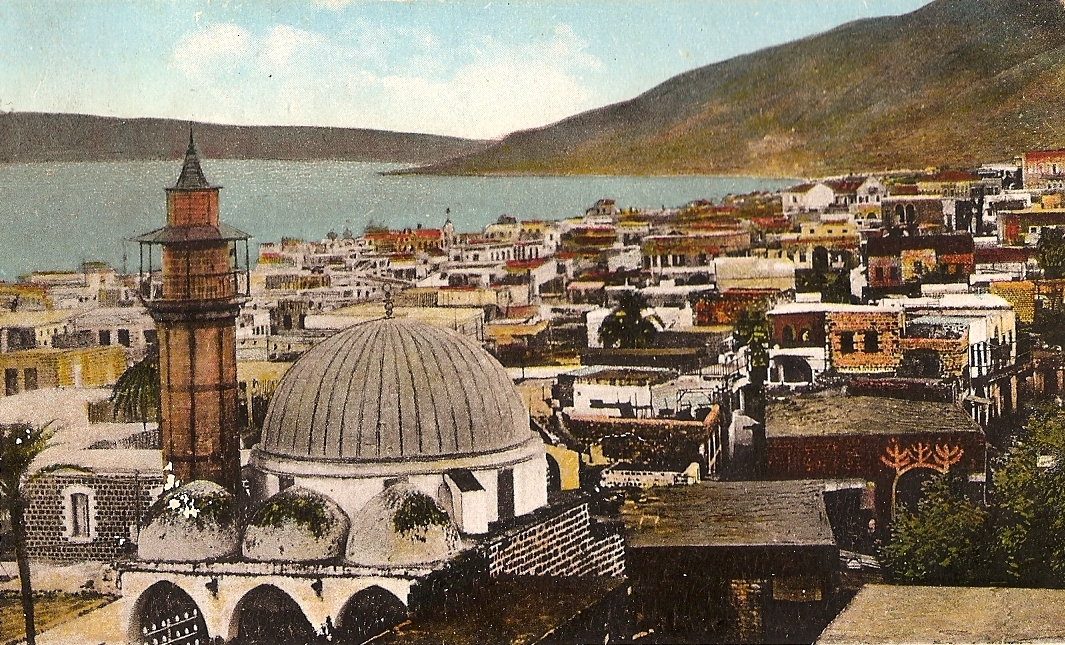
أصبحت طبريا مركزاً ثقافياً مزدهراً في عهد العباسيين.

إغتنم العباسيون الخلافة من الأمويين بعد معركة الزاب، ونقلوا عاصمة الخلافة إلى الكوفة حتى بنوا بغداد وجعلوها عاصمة لهم، وبلغت الإمبراطورية العباسية اوج سلطانها ونفوذها في غضون قرن من إنشائها، امّا بعد ذلك، فقد وقع الكثير من اراضي الامبراطورية تحت سلطان حكامها الذين كان ولاؤهم للخلافة العباسية اسميا، وظلت فلسطين طوال الشطر الأكبر من الفترة الواقعة بين انتهاء القرن التاسع الميلادي وحتى الحملات الصليبية في نهاية القرن الحادي عشر للميلاد تحكم من قبل حكام مسلمين اتخذوا من القاهرة مقرا لهم.
زارها من العباسيين اثنان من الخلفاء، كان المنصور اولهما، وهو ثاني الخلفاء العباسيين، زار القدس مرتين وأمر بإصلاح التلف الذي لحق بالمدينة بسبب زلزال كان قد اصابها، اما الخليفة الثاني فهو المهدي، ثالث الخلفاء العباسيين، فقد زار القدس خصيصا لأداء شعائر الصلاة في المسجد الأقصى، وقام بتوسيع محيط المسجد الأقصى مما جعل العمران والحضارة تزداد سريعاَ، وقد أمر المأمون سابع الخلفاء العباسيين باجراء ترميمات كبرى في مسجد قبة الصخرة، تحت اشراف شقيقه.
أصدر هارون الرشيد قراراً بالسماح للإمبراطور الروماني في بيزنطه «شارلمان» بترميم كنائس القدس، وسمح له أن يرسل البنائين والأموال لبناء كنائسهم، ثم أصدر قراراً يقضي بحماية لكل مسيحي يريد زيارة الأماكن المقدسة المسيحية في القدس، فصار جنود المسلمين يحمون الزائر المسيحي من أي أذى حتى يقضي زيارته.

### زمن حروب الفرنجة والحملات المضادة لها
انقطع تسلسل الحكم العربي والإسلامي لفلسطين بفعل غزوالفرنجة، وقامت عدة دول صليبية على طول شرق المتوسط منهم مملكة القدس اللاتينية في فلسطين بين عامي 1099 و 1187 للميلاد، ولكن الحملات المضادة للفرنجة بقيادة صلاح الدين الايوبي وخلفائه استمرت حتى عام 1291، حيث استرد المسلمون آخر معاقل الفرنجة في قيصرية (قيسارية) وعكا، وقد قام الفرنجه، بعد دخولهم القدس بتعذيب واحراق وذبح آلاف من المسلمين العزّل من الرجال والنساء والاطفال، فضلا عن العدد القليل من الأهالي اليهود الذين التجؤوا إلى معبدهم، وقد قامت عدّة حروب في تلك الفترة حاول فيها القادة المسلمون تحرير فلسطين منها محاولة الوزير الأفضل الفاطمي التي باءت بالفشل.

### عهد المماليك
كان المماليك هم من اخرج آخر الصليبيين من فلسطين وهم من هزموا المغول بقيادة هولاكو حفيد جنكيز خان، وامتدت فترة سيطرتهم ما بين عامي 1260 إلى الحكم العثماني لمصر عام 1517، وظل اسمها «جند فلسطين» وقسمت إلى ستة اقضية هي (غزة واللد وقاقون والقدس والخليل ونابلس).
على الرغم من انتصار المسلمين في معركة عين جالوت وانحسار المد المغولي إلا أن الصليبيين ظلوا يحتفظون بمملكة عكا التي تسيطر على منطقة الساحل الممتدة من يافا إلى عكا. بعد ذلك، تولى سلاطين المماليك تطهير ما تبقى من بلاد الشام من الصليبيين حتى بعد 30 سنة من معركة عين جالوت.
تولى الظاهر بيبرس الحكم بعد السلطان قطز، حيث قام الظاهر بيبرس بمتابعة تطهير بلاد الشام من الفرنجة فكان يغير ويهادن حسب ما تقتضيه الحاجة.
بعد أن أنهى بيبرس المشكلات الداخلية توجه لعكا لحرب الفرنجة وذلك في 662 ه‍ـ الموافق 1263م. وعند وصوله، طلب الفرنج تجديد الهدنة ولكنه رفض وقرر المهاجمة ليتعرف على أماكن القوة والضعف.
خرج الظاهر بيبرس إلى فلسطين مرة ثانية 1265م وهاجم قيسارية واستولى عليها، في السنة التالية خرج إلى صفد وحاصرها وفتحها. خرج لفلسطين مرة أخرى عام 1267م وطلب من الفرنجة الصلح فكان يهادن بعضهم دون الآخر حتى لا تتجمع قواهم. وفي عام 1268م تمكن من تحرير أنطاكية.
تابع السلطان المنصور سيف الدين قلاوون مسيرة التحرير، حيث عقد تحالف ثلاثي بين الصليبيين والتتار ونائب حاكم دمشق الثائر ولكن تحالفهم أخفق. بعد ذلك، شدد المنصور الخناق على الفرنجة فاحتل حصن المرقب 1285م واللاذقية سنة 1289م. انتهز السلطان حادثة قتل الفرنجة لعدد من التجار المسلمين وأعلن الجهاد واخذ يعد العدة ولكنه مرض وتوفي فجأة 1290م، فخلفه إبنه الأشرف. عرض الفرنجة على الأشرف الصلح ولكنه رفض وواصل الاستعداد، حيث سار إلى عكا وبمساعدة من جند الشام تمكن من تحريرها1291م. بعد ذلك استولى على صيدا وصور وحيفا وعتليت. وهكذا انتهى الوجود الفرنجي في فلسطين والشام بعد قرنين من الزمان (1096-1291) م.

### الحكم العثماني
هزم العثمانيون المماليك في حدود 1517 وكانت الدولة العثمانية سيطرت على فلسطين عام 1516 بعد معركة مرج دابق في 23 آب أغسطس من ذلك العام، وعينت القسطنطينية حاكما محليا عليها، كانت البلاد قد قسمت إلى خمسة مناطق تسمى سناجق هي سنجق القدس وغزة وصفد ونابلس واللجون، وكانت جميعها تابعة لولاية دمشق، ولكن كان الحكم إلى حد بعيد في أيدي السكان المحليين. وتم إعادة اعمار المرافق العامة في القدس على يد سليمان القانوني عام 1537.
وقعت أجزاء فلسطين المختلفة وعموم بلاد الشام تحت سيطرة عائلات وكيانات متعددة في فترة الدولة العثمانية تراوحت بين الولاء والعداء للدولة المركزية، راجع أبوغوش، ظاهر العمر، معنيون.
في 2 نوفمبر 1831، أرسل محمد علي باشا، الوالي العثماني المتمرد، ابنه إبراهيم باشا في حملة على ولاية سورية التي ظلت تحت الحكم العلوي لمدة عشر سنوات (حتى 19 فبراير 1841. تخللها اندلاع ثورة في 14 مايو 1834 على حكم إبراهيم تم قمعها خلال شهور.
لم تعترف القوى العظمى آنذاك بفتوحات محمد علي وإبنه إبراهيم، واجبر لاحقا على الجلاء من الجهات التي فتحها، وفي عام 1869، قامت الدولة العثمانية بإصدار قرار بالسماح بتمليك الأراضي للأجانب، وفي عام 1875 نشأت أول جمعية سرية لمناهضة الحكم العثماني في بيروت، ثم انتشار الجمعيات المماثلة في شتى أرجاء ولاية سورية.

## فلسطين منذ ثمانينيات القرن ال19
خلال الثمانينيات من القرن التاسع عشر والفترة ما بعدها، تأزمت حالة المجتمعات اليهودية في أوروبا، وخاصة في شرقي أوروبا (المنطقة التي سكن فيها أغلبية اليهود في ذلك الحين)، حيث تعرضت لاضطهاد مكثف من قبل سلطات الإمبراطورية الروسية، ولسياسة لاسامية من قبل حكومات أوروبية أخرى. هذا بالإضافة إلى نمو الإيديولوجية القومية في أوروبا (التي بلغت ذروتها عند "ربيع الشعوب عام 1848") إلى بلورة الصهيونية، وهي إحدى الحركات القومية اليهودية المقامة آنذاك. حددت الحركة الصهيونية منذ نشوئها هدفا لها جمع جميع اليهود في بلد واحد يصير موقع دولة يهودية، وفضلت "إيرتس يسرائيل" (أي فلسطين) كالبلاد حيث تقام هذه الدولة اليهودية لاعتبارها الوطن اليهود الأزلي.
نشأت الصهيونية في فترة تعزز فيها التأثير الأوروبي في الشرق الأوسط، حيث استولت بريطانيا على مصر ووسعت حدودها وجعلتها جزء من الإمبراطورية البريطانية وكذلك أقامت عدد من الحكومات الأوروبية مندوبيات وقنصليات في فلسطين الخاضعة للسلطة العثمانية. فاعتبرت هذه الحكومات أيضا فلسطين بلادا متعلقة بالشعب اليهودي، كما يتبين من خطاب نابليون بونابرت في أبريل 1799 عندما حاصر جيشه مدينة عكا، ومن وعد بلفور الصادر من قبل حكومة بريطانيا في نوفمبر 1917، وكذلك من مراسلات حسين مكماهون التي قال فيها المندوب البريطاني هنري مكماهون عن منطقة فلسطين أنه «لا يمكن أن يقال أنها عربية محضة» (السير مكماهون، 24 أكتوبر 1915)، وكانت الحكومات الأوروبية تشجع بشكل ما الهجرة اليهودية إلى فلسطين التي بدأت تتكثف منذ ثمانينيات القرن ال19 إثر دعوة الحركة الصهيونية، والتي أدت إلى تأسيس تجمعات يهودية جديدة في فلسطين، خاصة في منطقة السهل الساحلي، حول القدس وفي مرج بن عامر.

## الانتداب البريطاني

خارطة تمثل الانتداب البريطاني على فلسطين

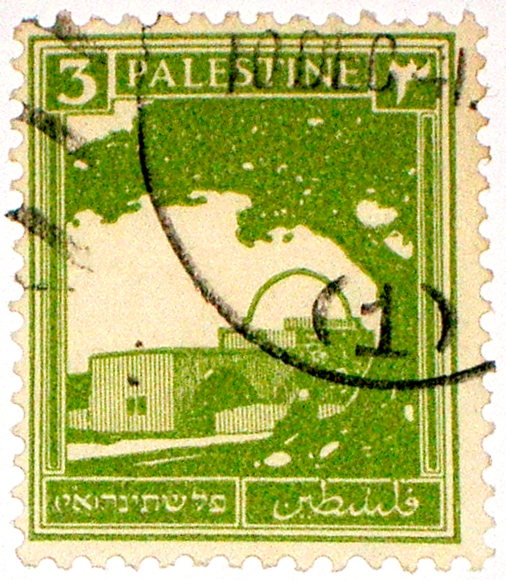
طابع بريد فلسطيني صادر في عهد الانتداب البريطاني

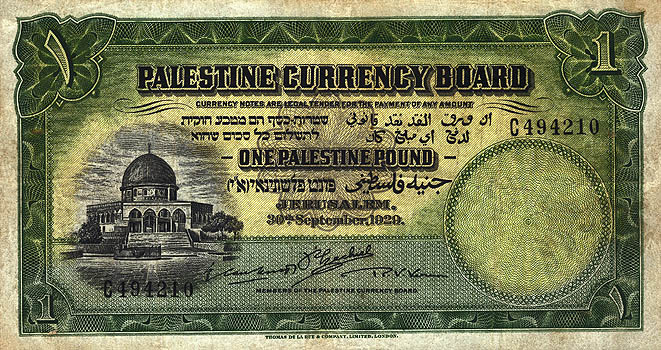
جنيه فلسطيني 1929

في 1917، ضمن الحرب العالمية الأولى، احتل الجيش البريطاني المتجه من مصر، أرض فلسطين، وفي 1922 تأسس الانتداب البريطاني على فلسطين بموجب قرار عصبة الأمم في مؤتمر سان ريمو عام 1920. وأشارت سرعة تنفيذ الانتداب إلى «وعد بلفور»، الذي كانت الحكومة البريطانية قد نشرته في 2 نوفمبر 1917، أساسا للانتداب (الفقرة الثانية من مقدمة الشرعة)، والذي قال إن: «حكومة صاحب الجلالة (البريطاني) تنظر بعين العطف إلى تأسيس وطن قومي للشعب اليهودي في فلسطين، وستبذل غاية جهدها لتسهيل تحقيق هذه الغاية، على أن يفهم جلياً أنه لن يؤتى بعمل من شأنه أن ينتقص من الحقوق المدنية والدينية التي تتمتع بها الطوائف غير اليهودية المقيمة الآن في فلسطين». كان من ردود الفعل العربية الفلسطينية لوعد بلفور عقد أول مؤتمر وطني فلسطيني عام 1919 رافضا له كونه كان وعد من لا يملك لمن لا يستحق وكون فلسطين هي جزء لا يتجزأ من الوطن العربي.
.

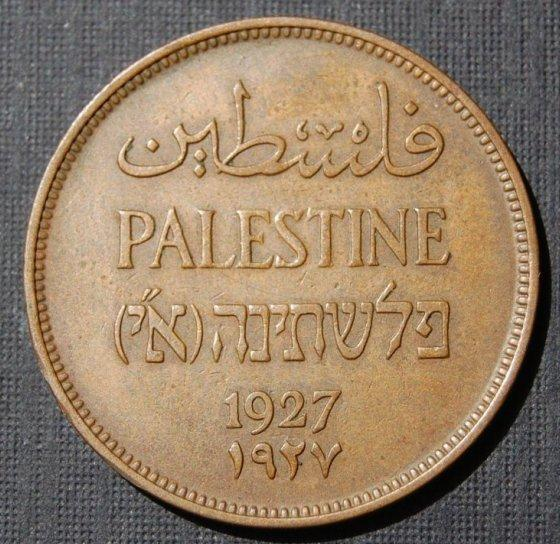
عملة فلسطينية أثناء الانتداب البريطاني لفلسطين

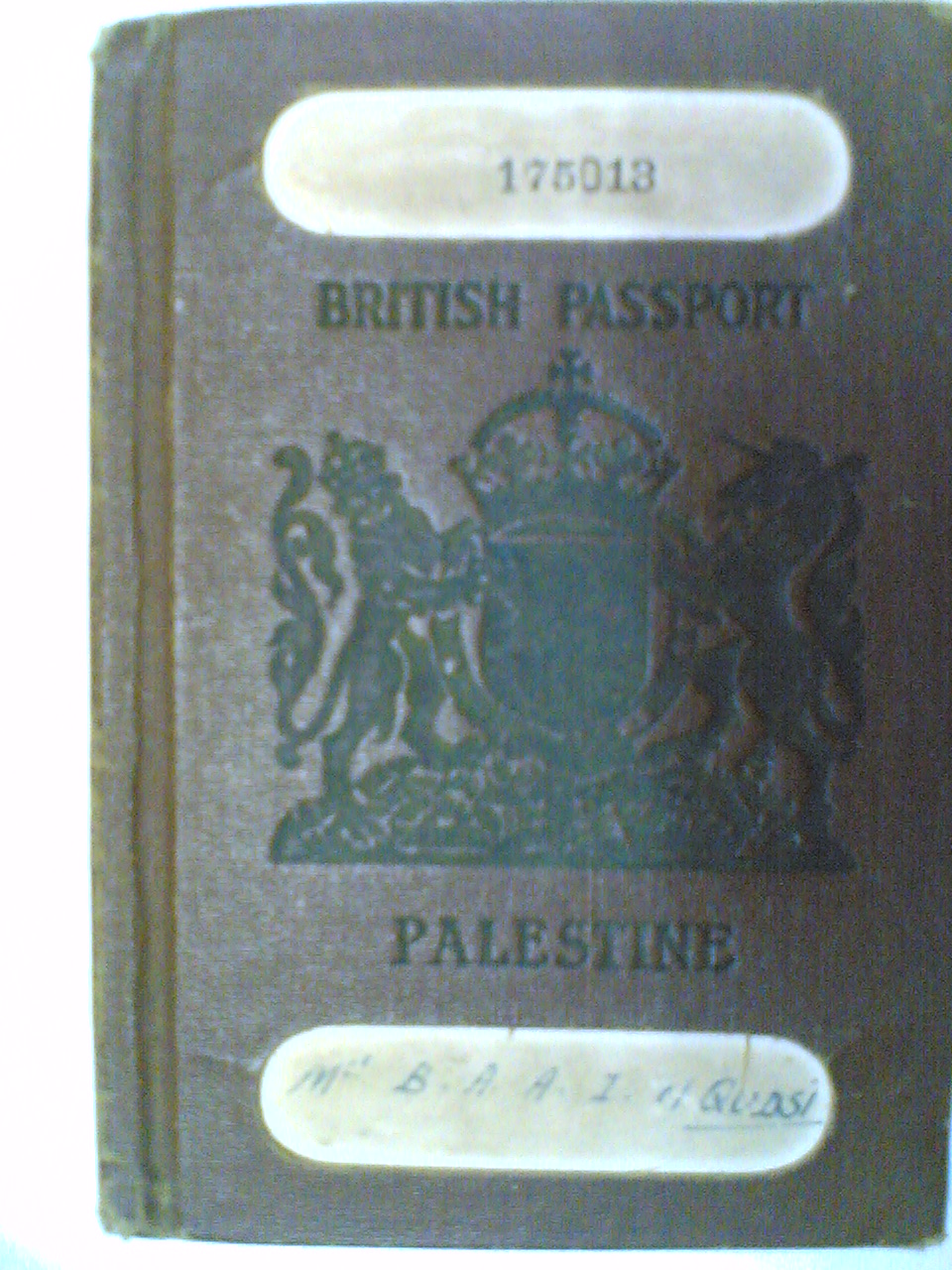
جواز سفر فلسطيني صادر أثناء الانتداب البريطاني لفلسطين

أثناء الانتداب البريطاني كانت الوثائق الرسمية تعنون باسم دولة فلسطين، ومن هذه الوثائق جواز السفر الفلسطيني الصادر قبل سنة 1948 في فلسطين.
في أبريل 1920 حدثت أولى الأزمات العنيفة بين العرب واليهود في سلسلة من الأزمات كانت ذروتها بين السنوات 1933 و1936 في ما يسمى بالثورة الفلسطينية الكبرى والتي تطورت بعد انتهاء الانتداب إلى ما يسمى بالقضية الفلسطينية أو النزاع الإسرائيلي الفلسطيني. في ثورة القدس عام 1920 م احتشد الفلسطينيون من مختلف مدن فلسطين، في القدس كان العديد من اليهود يحتفلون كعادتهم كل عام بما يسمى موسم النبي موسى. وفي 4 أبريل اندلعت اشتباكات عنيفة بين المحتفلين والفلسطينيين المقدسيين. وبلغ عدد الضحايا في الاشتباكات 4 عرب و5 يهود بينما أصيب 23 عربيا وسقط 216 جريحا يهوديا.
أما العدالة البريطانية فحكمت على عدد من الزعماء العرب واليهود بالسجن بين 10 و 15 سنة مع الأشغال الشاقة، ولكنه أطلق سراحهم بعد عدة أشهر.
كما وتتابعت مظاهر الرفض العربي وتصاعدت أعمال العنف بين العرب والمهاجرين اليهود، ففي أغسطس 1929 بدأت أعمال شغب أسفرت عن مقتل 133 يهودي و 116 عربي.

### الثورة الكبرى عام 1936
تصاعدت الأحداث في فلسطين منذ مقتل عز الدين القسام، وكان فرحان السعدي قد استمر بعده بتنظيم الهجمات المسلحة على القوافل البريطانية واليهودية في فلسطين حتى قبضت عليه القوات البريطانية، وفي 15 أبريل 1936 اشتبك الفلسطينيون مع جماعة من اليهود الصهيونيين في طريق نابلس - طولكرم، فقتل ثلاثة من الفلسطينيين، وفي الليلة التالية قتل فلسطينيين قرب مستعمرة بتاح تكفا، وفي اليوم التالي جرت اشتباكات بين العرب واليهود في يافا وتل أبيب قتل فيها ثلاثة من اليهود، ففرض نظام منع التجول في يافا وتل أبيب، وأعلن قانون الطوارئ.

#### الاضراب العام وإعلان الثورة
في 20 أبريل 1936 تألفت لجنة قومية في مدينة نابلس دعت البلاد إلى الإضراب العام المستمر حتى تبدل السلطات سياساتها، واستجابت البلاد للدعوة وشمل الإضراب مختلف نواحي الحياة، وفي 25 أبريل أجمعت الأحزاب على تشكيل لجنة عربية عليا بقيادة الحاج أمين الحسيني وعضوية ممثلين عنها، ودعت هذه اللجنة إلى الاستمرار في الإضراب حتى تبدل الحكومة سياستها تبديلا تاما وتوقف الهجرة اليهودية إلى فلسطين ومنع انتقال الأراضي إلى اليهود وإنشاء حكومة وطنية نيابية، وعمت التظاهرات المدن الفلسطينية ووقعت اشتباكات.
في 8 مايو عقد مؤتمر اللجان القومية بدعوة من اللجنة العليا، تقرر فيه الاستمرار في الإضراب وإعلان العصيان المدني بالامتناع عن دفع الضرائب اعتبارا من 15 مايو. وكان من مظاهر العصيان المدني الامتناع عن دفع الضرائب ووقف المواصلات العامة وتنظيم مسيرات سلمية والاحتشاد في المساجد واستجاب الشعب الفلسطيني بمختلف فئاته للنداء الصادر ونشطت حركة الجهاد المقدس بقيادة عبد القادر الحسيني والقساميين بقيادة فرحان السعدي والمتطوعين بقيادة فوزي القاوقجي.

## قيام إسرائيل

سيدة فلسطينية تنظف قطعة سلاح

بعد انتهاء الحرب العالمية الثانية عام 1945، تصاعدت حدّة هجمات الجماعات الصهيونية على القوات البريطانية في فلسطين، مما حدا ببريطانيا إلى احالة المشكلة الفلسطينية إلى الأمم المتحدة، وفي 28 أبريل بدأت جلسة الجمعية العامة التابعة للأمم المتحدة بخصوص قضية فلسطين، واختتمت أعمال الجلسات في 15 مايو بقرار تأليف لجنة الأمم المتحدة الخاصة بفلسطين (UNSCOP)، وهي لجنة مؤلفة من 11 عضوا، نشرت هذه اللجنة تقريرها في 8 سبتمبر الذي أيد معظم افرادها حل التقسيم، بينما اوصى الاعضاء الباقون بحل فيدرالي، فرفضت الهيئة العربية العليا اقتراح التقسيم اما الوكالة اليهودية فاعلنت قبولها بالتقسيم، ووافق كل من الولايات الأمريكية المتحدة والاتحاد السوفييتي على التقسيم على التوالي، واعلنت الحكومة البريطانية في 29 أكتوبر عن عزمها على مغادرة فلسطين في غضون ستة أشهر إذا لم يتم التوصل إلى حل يقبله العرب والصهيونيون (انظر تقسيم فلسطين).
وفي الفترة التي تلت ذلك، تصاعدت وتيرة العمليات العسكرية من جميع الأطراف، وكانت لدى الصهاينة خطط مدروسة قامت بتطبيقها وكانت تسيطر على كل منطقة تنسحب منها القوات البريطانية، في حين كان العرب في حالة تأزم عسكري بسبب التأخر في القيام باجرائات فعّآلة لبناء قوة عربية نظامية تدافع عن فلسطين، ونجحت القوات الصهيونية باحتلال مساحات تفوق ما حصلت عليه في قرار التقسيم، وخرجت اعداد كبيرة من الفلسطينيين من مدنهم وقراهم بسبب المعارك وخوفا من المذابح التي حدثت والقصف الصهيوني.
وفي 13 مايو وجه حاييم وايزمان رسالة إلى الرئيس الأمريكي هاري ترومان يطلب فيها منه الإيفاء بوعده الاعتراف بدولة يهودية، واعلن عن قيام دولة إسرائيل في تل ابيب بتاريخ 14 مايو الساعة الرابعة بعد الظهر، وغادر المندوب السامي البريطاني مقره الرسمي في القدس متوجها إلى بريطانيا، وفي أول دقائق من 15 مايو انتهى الانتداب البريطاني على فلسطين وأصبح الإعلان عن قيام دولة إسرائيل نافذ المفعول، واعترفت الولايات الأمريكية المتحدة بدولة إسرائيل بعد ذلك بعشرة دقائق، ولكن القتال استمر ولكن هذه الآن أصبحت الحرب بين دولة إسرائيل والدول العربية المجاورة.
بحلول 7 يناير عام 1949 انتهى القتال، ودخلت كل من إسرائيل الوليدة مع الأردن وسوريا ولبنان ومصر في مفاوضات للهدنة في ما عرف بإتفاقية رودس، ومع نهاية الحرب كانت إسرائيل قد أصبحت واقعا، وسيطرت على مساحات تفوق ما نص عليه قرار تقسيم فلسطين، وسيطرت على كامل السهل الساحلي باستثناء قطاع غزة الذي احتلتها المصريون، كما قامت على كامل النقب والجليل وشمال فلسطين، وأحتلت المملكة الأردنية الهاشمية مدينة االقدس الشرقية والضفة الغربية التي أصبحت جزءاً منها.
وبدأ تاريخ جبهة أعرض من الصراع مع الدول العربية.

## القدس تحت الحكم الأردني
تعتبر فترة الحكم الأردني لمدينة القدس من أقصر فترات الحكم في التاريخ الإسلامي، التي امتدت بين عامي 1948 وحتى العام 1967. قصر فترة الحكم والاحتلال الصهيوني الذي تبعها ابتداءاً من العام 1967، جعل التركيز في الكتابات على مواضيع لها علاقة بالاحتلال والصهيونية، مع اختزال هذه الفترة من الزمن من الدراسة والبحث وحصر الكتابات في الاعمار الملكي الأردني لقبة الصخرة المشرفة، التي نشأ عنها اعتقاد بان جل الاهتمام الأردني بالمدينة تمثل بالاعمار الهاشمي لقبة الصخرة والمسجد الاقصى لا غير.
نتيجة انقسام المدينة لشطرين، شرقي وغربي، غدت المدينة في الخطوط الامامية للدولة على الحدود مع دولة معادية، والعاصمة كانت عمان. كما ان في كل فترة من التاريخ، فان أي دولة تأتي لاحقاً لدولة أخرى فانها ترث الدوائر والمؤسسات والمراكز الصحية والخدماتية بشكل اساسي. ولم ترث الأردن أي مبنى حكومي سوى مبنى القشلة في باب الخليل، والمتحف الوطني الفلسطيني ومبنى الاذاعة الفلسطينية من الانتداب، فيما عدا ذلك فقد كانت المكاتب الحكومية في الدولة تقع في القسم الغربي من المدينة، لاعتبارها منطقة تطوير وفق مخطط الهيكلي للقدس بالعام (1918).
في حالة الحكم الأردني فانه غير امتياز شركة كهرباء القدس الذي ابتدأ بالعام 1953، نتيجة لاتحاد البلديات الخمس (بيت لحم، بيت جالا، القدس، رام-الله، اريحا). وجهاز التعليم الذي دمر أحد أهم منشآته، كالكلية العربية في القدس وكلية الامة في القدس. بالإضافة للخسائر الجسيمة في القطاع الصحي نتيجة لفقدان أحد أهم المستشفيات ليس في القدس فحسب بل على صعيد الشرق الأوسط اثناء الحرب وهو مستشفى العيون في القدس في الطالبية. عدا عن ذلك فان مباني البلدية الحيوية كالبريد المركزي في القدس والمحاكم وبلدية القدس العربية نفسها والمكاتب الحكومية التي كانت تتبع سلطة الانتداب كانت موجودة في الجزء الغربي للمدينة، ما عدا القشلة والمتحف الوطني الفلسطيني. وبالتالي فقد ورثت الأردن جزء من مدينة منكوبة مكون من بنايات متداعية وتجارة وصناعة مشلولتين، ولم يكن لدى جزء المدينة ذاك مصادر تمويل، كما كان يفتقر إلى حكومة وإلى الماء والكهرباء.
بعد سقوط القسم الغربي من المدينة بيد الصهاينة، التي صاحبها تشريد سكان قرى القدس المهجرة، التي أصبحت تعرف بغربي القدس، بتعداد سكان لهذه القرى يبلغ حوالي (28963). كما ان مساحة بلدية القدس قد تقلصت من 19559 دونم في عهد الانتداب البريطاني، فاضحى ما تبقّى من المدينة وهو القسم الشرقي منها الخاضع للسيطرة الأردنية بمساحة 3109 دونم أي ما نسبته 15,3%  من مجمل مساحة القدس الاجمالية اثناء الانتداب البريطاني بعدد سكان 33000 مواطن.

## العدوان الثلاثي عام 1956
قرر الرئيس جمال عبد الناصر تأميم قناة السويس، وأصبحت عائداتها ملكا لمصر، وذلك لتمويل بناء السد العالي بعد أن كان لكل من بريطانيا وفرنسا نصيب الأسد من تلك العائدات، فكان ذلك القرار مقدمة للعدوان الثلاثي على مصر. واتخذت كل من أطراف العدوان فرصة لتحقيق دوافعها الخاصة بها، فبريطانيا وجدت فيها الفرصة للانتقام من التأميم كذلك فرنسا، اما إسرائيل فقد رأت أن الفرصة مناسبة لتدمير قوة مصر العسكرية والتوسع إلى قناة السويس. بدأ العدوان عندما هاجمت القوات الإسرائيلية “مصر” ثم ما لبثت أن أعلنت بريطانيا وفرنسا وجوب إخلاء القوات المتحاربة من القناة؛ بحجة تأمين الملاحة فيها، وقد تصدى الشعب المصري لهذا العدوان بكل الطرق.

## حرب 1967

جنود اسرائيليين يدخلون الأقصي عام 67

في عام 1967 قام الجيش الإسرائيلي باحتلال الضفة الغربية من نهر الأردن التي كانت في ذلك الحين جزء من الأردن، كما احتل قطاع غزة وشبه جزيرة سيناء وهضبة الجولان السورية بالإضافة إلى مناطق أردنية أخرى في الشمال، وعرفت هذه الحرب باسم حرب الايام الستة، ودخلت القاموس الفلسطيني باسم النكسة واحتلت إسرائيل سيناء.
وصدر عن مجلس الأمن القرار 242 في تشرين الثاني 1967 الذي يدعو إسرائيل إلى الانسحاب من الأراضي التي احتلتها في حزيران 1967 كما يدعو الدول العربية إلى الاعتراف بإسرائيل.

## الانتفاضة الفلسطينية 1987 (أطفال الحجارة)
قام الفلسطينيون بهبة جماهيرية عام 1987 وحتى 1993 عرفت باسم الانتفاضة الأولى أو انتفاضة أطفال الحجارة، كانت هذه الانتفاضة سببا في نشوء ضغوط دولية على إسرائيل.
- فك الارتباط الأردني مع الضفة الغربية:

في شهر يوليو من العام 1988 قامت الحكومة الأردنية بناء على توجيهات من الملك الأردني حسين بن طلال بإتخاذ سلسلة من الاجراءات التي أعتبرت إعادة تعريف للوضع القانوني للضفة الغربية بالنسبة للأردن، فلم تعد الضفة الغربية جزء من الأردن تحت الاحتلال، واصطلح على هذه الخطوات بتسميتها «فك الارتباط».

## محادثات السلام
إثر الانتفاضة الأولى بدأت محاولات حل المشكلة عن طريق مفاوضات ترعى من قبل أطراف دولية، فبدأت مفاوضات مدريد متعددة الأطراف التي ضمت كل من سوريا ولبنان والأردن والفلسطينيين وإسرائيل، تبعتها مفاوضات أوسلو وواشنطن التي أفرزت اتفاقية أوسلو وقد تنازلت حركة فتح التي تقوم منظمة التحرير الفلسطينية بموجب هذا الاتفاق عن نحو 78 في المائة من مساحة فلسطين التاريخية.

## السلطة الوطنية الفلسطينية والحكم الذاتي
كان قيام حكم ذاتي فلسطيني محدود في غزة ومناطق معينة من الضفة الغربية عام 1994 هو بداية لاسترداد بعض حقوق الفلسطينيين، وفي عام 1996 أقيمت انتخابات رئاسية فاز بها ياسر عرفات على منافسته الوحيدة سميحة خليل.
في عام 1997 تم الاتفاق بين منظمة التحرير الفلسطينية وإسرائيل على ما عرف باسم اتفاق الخليل الذي ترتب عليه انسحاب القوات الإسرائيلية من مناطق مأهولة بالفلسطينيين وبقاء مناطق تحت السيطرة الإسرائيلية في البلدة القديمة والطرق المؤدية إليها.

## الانتفاضة الفلسطينية 2000 (انتفاضة الأقصى)
كانت بداية انتفاضة الأقصى في تاريخ 28 سبتمبر 2000 ردة فعل شعبية على دخول ارئيل شارون أحد باحات المسجد الأقصى المبارك، وقد عملت حركات المقاومة على استمرار الانتفاضة وتصعيدها حتى تحولت إلى مقاومة مسلحة في مواجهة ترسانة الحرب الإسرائيلية.
في يونيو حزيران 2002 بدأت الحكومة الإسرائيلية ببناء جدار فاصل داخل الضفة الغربية، قائلة بأن الهدف من بناء الجدار هو حماية مواطنيها من «الهجمات الإرهابية» والحفاظ على أمنها، وأدى بناء الجدار إلى تحديد الحركة بين مناطق الضفة الغربية، كما حدّ من الحركة إلى إسرائيل بالإضافة إلى خلق مناطق مغلقة وجيوب محصورة خلف الجدار لا يستطيع السكان الفلسطينيون الوصول إليها إلا بتصاريح خاصة، وكذلك إلى حصر ما يقدر ب 5000 فلسطيني خلف الجدار.
في 9 يناير 2005 استلم محمود عباس لمنصب الرئاسة للسلطة الوطنية الفلسطينية بعيد وفاة ياسر عرفات الذي يظل يشغل هذا المنصب حتى وفاته وإقامة انتخابات رئاسية. وعام 2006 إقيمت الانتخابات التشريعة الثانية في الضفة الغربية وقطاع غزة، أسفرت عن نجاح حركة حماس بالأغلبية النيابية في المجلس التشريعي الفلسطيني، وهو ما اعتبر تغيير كبير على الخارطة السياسية الفلسطينية، وتعرض الفلسطينيون بعدها لضغوط دولية تمثلت في تغيير سياسة الدول المانحة في تحويلها للأموال للسلطة الوطنية الفلسطينية أو إيقافها تماما مما أدى إلى ضائقة مالية خانقة تعرضت لها مؤسسات السلطة، كما ظهرت خلافات داخلية عدّة تطورت أحيانا إلى مواجهات مسلّحة على خلفية خلافات سياسية بين الفصائل الفلسطينية.

## الانقسام الفلسطيني
تعود جذور الانقسام إلى بدايات الانتفاضة الفلسطينية الأولى أواخر عام 1987، وتحديدا مع نشأة حركة المقاومة الإسلامية (حماس) في ظل بيئة فصائلية يغلب عليها الطابع اليساري والعلماني (فتح).
بدأت دائرة الخلاف بين الجانبين بالاتساع مع ازدياد القاعدة الشعبية لحركة حماس على حساب باقي الفصائل، وتحديدا حركة التحرير الوطني الفلسطيني (فتح) التي تقود فصائل منظمة التحرير الفلسطينية، وتعمقت الفجوة أكثر بعد توقيع اتفاق أوسلو يوم 13 سبتمبر/أيلول 1993.
في عام 1994 ومع قيام السلطة الفلسطينية بموجب اتفاق أوسلو وتسلمها لـ غزة وأريحا وباقي المدن الفلسطينية في فترة لاحقة، زاد الشرخ تعمقا بتنفيذ السلطة الفلسطينية بقيادة ياسر عرفات حملات اعتقالات واسعة تركزت على قيادات حركة حماس وعناصرها وجهازها العسكري بعد كل عملية ضد الاحتلال.
تمت تهدئة هذه الاضطرابات من خلال مفاوضات رعتها المملكة العربية السعودية والتي أسفرت عن ما يعرف باتفاق مكة. وكنتيجة لذلك قامت حركة حماس بإعلان أول حكومة وحدة وطنية فلسطينية وهي الحكومة الحادية عشر ضمت في صفوفها ممثلين عن العديد من الأحزاب ولكن تأثر هذا الاتفاق وما لبثت أن تجددت الاشتباكات في قطاع غزة وأخذت وتيرتها بالتسارع وإزداد الانفلات الأمني في القطاع ورفضت الأجهزة الأمنية الانصياع لوزير الداخلية آنذاك سعيد صيام فقام بإنشاء قوة أمنية جديدة تنصاع له باسم القوة التنفيذية، ومع انتشار الانفلات الأمني وعمليات الاغتيال وعدم انصياع الأجهزة الأمنية للحكومة قامت حركة حماس بالانقلاب علي الرئيس محمود عباس وسيطرت علي غزة.
ولكن الرئيس الفلسطيني محمود عباس اعتبر ما قامت به حماس انقلاباً مسلحاً وقام بإعلان حالة الطوارئ في المناطق الفلسطينية وأقال حكومة الوحدة الوطنية برئاسة إسماعيل هنية لتصبح حكومة تسيير أعمال وفقا للقانون الأساسي الفلسطيني وطلب عباس من وزير المالية في حكومة الوحدة سلام فياض بتشكيل حكومة طوارئ وأصبحت سيطرتها على الأماكن المحتلة في الضفة الغربية وظلت حكومة الوحدة الفلسطينية المقالة لها السيطرة على مقاليد الأمور في قطاع غزة.
في هذه الأثناء قالت حماس أنها تمثل الحكومة الشرعية نظراً لفوزها في الانتخابات التشريعية الأخيرة قبل اقالتها واستمرت هذه الحكومة بالقيام بأعمالها في قطاع غزة، الذي بسطت سيطرتها عليه بشكل كامل، أما في الضفة الغربية فاعتقل معظم أعضاء المجلس التشريعي الممثلين لحركة حماس على يد إسرائيل. وفرضت إسرائيل حصار كاملا على قطاع غزة
وقد سارعت الولايات المتحدة الأميركية إلى الدعوة لمؤتمر سلام عرف في حينه بمؤتمر الخريف، حيث عقد في مدينة أنابوليس الأميركية في 26 تشرين الثاني 2007. وعلى ضوء التوجهات الإيجابية نحو إعادة محادثات السلام، التزمت الدول المانحة بتقديم أكثر من 7.5 مليار دولار للسلطة الوطنية الفلسطينية خلال السنوات الثلاث التالية ضمن ما يعرف باسم خطة الإصلاح والتنمية متوسطة المدى.

## إسرائيل والأراضي الفلسطينية المحتلة

### حرب الأيام الستة وحرب يوم الغفران
في سياق حرب الأيام الستة في يونيو 1967، استولت إسرائيل على بقية المنطقة التي كانت جزءًا من الانتداب البريطاني على فلسطين، واستولت على الضفة الغربية (بما في ذلك القدس الشرقية) من الأردن وقطاع غزة من مصر. وفي أعقاب التهديدات العسكرية من مصر وسوريا، بما في ذلك مطالبة الرئيس المصري جمال عبد الناصر من الأمم المتحدة بسحب قوات حفظ السلام من الحدود المصرية الإسرائيلية، شاركت القوات الإسرائيلية في عمليات عسكرية ضد مصر وسوريا والأردن في يونيو 1967. ونتيجة لتلك الحرب، احتلت القوات الإسرائيلية الضفة الغربية، وقطاع غزة، ومرتفعات الجولان، وشبه جزيرة سيناء، ووضعتها تحت الحكم العسكري. كما طردت إسرائيل القوات العربية من القدس الشرقية، التي لم يكن يُسمح لليهود بزيارتها خلال الحكم الأردني السابق. ولا يزال ضم إسرائيل للقدس الشرقية كجزء من عاصمتها غير معترف به على الساحة الدولية. وبالإضافة إلى ذلك، شرعت إسرائيل في بناء المستوطنات في الأراضي المحتلة.
أصدر مجلس الأمن التابع للأمم المتحدة القرار رقم 242، الذي يدعو إلى مبدأ "الأرض مقابل السلام"، وحث هذا القرار إسرائيل على الانسحاب من الأراضي التي احتلتها عام 1967، بشرط أن توقف دول الجامعة العربية جميع الأعمال العدائية. واصل الفلسطينيون مطالبهم القديمة إما بالسعي إلى حل إسرائيل أو قدموا مطلبًا جديدًا بتقرير المصير في دولة عربية مستقلة منفصلة في الضفة الغربية وقطاع غزة مماثلة لمنطقة التقسيم الأصلية التي رفضها الفلسطينيون والجامعة العربية لإقامة دولتهم في عام 1947 ولكنها أصغر منها.
خلال حرب يوم الغفران عام 1973، عبرت القوات العسكرية المصرية قناة السويس وسوريا لاستعادة مرتفعات الجولان. تم صد القوات العسكرية المهاجمة في سوريا. وفي وقت لاحق، تم التوصل إلى وقف لإطلاق النار، وبدأ الرئيس المصري أنور السادات محادثات السلام مع الولايات المتحدة وإسرائيل. ونتيجة لهذه المفاوضات، وافقت إسرائيل على إعادة شبه جزيرة سيناء إلى مصر كجزء من اتفاقيات كامب ديفيد للسلام لعام 1978 بين البلدين.

### الانتفاضة الأولى واتفاقيات أوسلو ودولة فلسطين
بين عامي 1987 و1993، اندلعت الانتفاضة الفلسطينية الأولى ضد إسرائيل. خلال هذه الفترة، بُذلت الجهود لدفع عملية السلام الإسرائيلية الفلسطينية، بما في ذلك عقد مؤتمر مدريد في عام 1991.
في أعقاب اتفاقيات أوسلو التاريخية للسلام عام 1993 بين الفلسطينيين وإسرائيل (غالباً ما يشار إليها باسم اتفاقيات أوسلو)، والتي منحت الفلسطينيين حكمًا ذاتيًا محدودًا في بعض أجزاء الأراضي المحتلة من خلال إنشاء السلطة الفلسطينية ومفاوضات تفصيلية أخرى، بدأت المقترحات الخاصة بإنشاء دولة فلسطينية تكتسب زخمًا، وسرعان ما تبعه في عام 1993 توقيع معاهدة سلام بين إسرائيل والأردن.

### الانتفاضة الثانية وما بعدها
وبعد سنوات قليلة من المفاوضات المتقطعة، بدأ الفلسطينيون انتفاضة ضد إسرائيل عرفت باسم انتفاضة الأقصى. حظيت هذه الفترة باهتمام دولي بسبب التفجيرات الانتحارية الفلسطينية داخل إسرائيل والتي أسفرت عن مقتل العديد من المدنيين. وفي الوقت نفسه، قامت قوات الأمن الإسرائيلية بعمليات توغل واسعة النطاق في المناطق المدنية وشاركت في عمليات استهدفت قادة ومنظمي المسلحين الفلسطينيين. واستجابة للتحديات الأمنية، شرعت إسرائيل في عام 2002 في بناء حاجز أمني معقد لمنع الانتحاريين من التسلل إلى إسرائيل من الضفة الغربية.
وفي عام 2002 أيضًا، تم اقتراح خريطة الطريق للسلام التي تدعو إلى حل الصراع الإسرائيلي الفلسطيني من قبل "اللجنة الرباعية": الولايات المتحدة والاتحاد الأوروبي وروسيا والأمم المتحدة. دعا الرئيس الأمريكي جورج دبليو بوش في خطاب ألقاه في 24 يونيو 2002 إلى إقامة دولة فلسطينية مستقلة تعيش جنبًا إلى جنب مع إسرائيل في سلام. وكان بوش أول رئيس أمريكي يدعو صراحة إلى مثل هذه الدولة الفلسطينية.
في أعقاب خطة فك الارتباط الأحادية الجانب التي أعلنتها إسرائيل في عام 2004، سحبت إسرائيل جميع المستوطنين ومعظم الوجود العسكري من قطاع غزة، لكنها احتفظت بالسيطرة على المجال الجوي والساحل. كما قامت إسرائيل بتفكيك أربع مستوطنات في شمال الضفة الغربية في سبتمبر 2005.

### الإنقسام بين غزة والضفة الغربية
في 25 يناير 2006، أُجريت الانتخابات التشريعية الفلسطينية لانتخاب المجلس التشريعي الفلسطيني الثاني، وهو المجلس التشريعي للسلطة الفلسطينية. وفازت حماس بالانتخابات وحصلت على 74 مقعدا من أصل 132 بينما حصلت منافستها فتح على 45 مقعدا فقط. صدمت نتيجة الانتخابات العالم وأدت إلى سيطرة حماس على معظم مؤسسات السلطة الفلسطينية. وحاولت حماس تشكيل حكومة وحدة وطنية مع فتح، لكن العرض قوبل بالرفض. وفي هذه الأثناء، فرضت إسرائيل والولايات المتحدة عقوبات على السلطة الفلسطينية من أجل زعزعة استقرار الحكومة الفلسطينية حتى تفشل وتتم الدعوة إلى انتخابات جديدة. ولم تنجح تلك الجهود في نهاية المطاف، لكنها أدت إلى حدوث صدع بين حماس وفتح.

### منح دولة فلسطين صفة مراقب
في 23 سبتمبر 2011، قدم الرئيس محمود عباس نيابة عن منظمة التحرير الفلسطينية طلبًا لعضوية فلسطين في الأمم المتحدة. وقد حظيت الحملة التي أطلق عليها اسم "فلسطين 194"، بدعم رسمي من جامعة الدول العربية في مايو، وأكدت عليها منظمة التحرير الفلسطينية رسميًا في 26 يونيو. وصفت الحكومة الإسرائيلية القرار بأنه خطوة أحادية، في حين ردت الحكومة الفلسطينية بأنه ضروري للتغلب على المأزق الحالي. نددت عدة دول أخرى مثل ألمانيا وكندا بالقرار ودعت إلى العودة الفورية إلى المفاوضات. إلا أن العديد من الدول الأخرى مثل النرويج وروسيا، أيدت الخطة كما فعل الأمين العام بان كي مون، الذي قال: "يحق لأعضاء الأمم المتحدة التصويت لصالح أو ضد الاعتراف بالدولة الفلسطينية في الأمم المتحدة".
في يوليو 2012، أفيد أن حكومة حماس في غزة تدرس إعلان استقلال قطاع غزة بمساعدة مصر. في أغسطس 2012، صرح وزير خارجية السلطة الوطنية الفلسطينية رياض المالكي للصحفيين في رام الله أن السلطة الوطنية الفلسطينية ستجدد جهودها لرفع مستوى الوضع الفلسطيني (منظمة التحرير الفلسطينية) إلى وضع "دولة عضو كاملة" في الجمعية العامة للأمم المتحدة في 27 سبتمبر 2012.
ومع ذلك، بحلول سبتمبر 2012، واجه طلب للحصول على العضوية الكاملة طريقًا مسدودًا، حيث لم يتمكن أعضاء مجلس الأمن من التوصل إلى توصية بالإجماع، قررت فلسطين متابعة ترقية وضعها من "كيان مراقب" إلى "دولة مراقبة غير عضو". في 27 نوفمبر، تم الإعلان عن تقديم الاستئناف رسميًا، على أن يطرح للتصويت في الجمعية العامة في 29 نوفمبر، حيث كان من المتوقع أن يحظى بدعم أغلبية الدول. وبالإضافة إلى منح فلسطين "صفة دولة مراقب غير عضو"، أعرب مشروع القرار عن الأمل في أن ينظر مجلس الأمن بشكل إيجابي في الطلب الذي قدمته دولة فلسطين في 23 سبتمبر 2011 للحصول على العضوية الكاملة في الأمم المتحدة، وأيد حل الدولتين على أساس حدود ما قبل عام 1967، وشدد على ضرورة الاستئناف الفوري للمفاوضات بين الطرفين.
في 29 نوفمبر 2012، صدر قرار الجمعية العامة رقم 67/19 بأغلبية 138 صوتًا مقابل 9 (مع امتناع 41 عن التصويت)، برفع فلسطين إلى وضع "دولة مراقب غير عضو" في الأمم المتحدة. وضع هذا الوضع الجديد فلسطين على قدم المساواة مع الكرسي الرسولي من حيث مكانتها داخل المنظمة. وصفت صحيفة الإندبندنت التغيير في الوضع بأنه "الاعتراف الفعلي بدولة فلسطين ذات السيادة".
سمحت الأمم المتحدة لفلسطين بتسمية مكتبها التمثيلي لدى الأمم المتحدة باسم "بعثة المراقبة الدائمة لدولة فلسطين لدى الأمم المتحدة"، وبدأت فلسطين في إعادة تسمية اسمها وفقًا لذلك على الطوابع البريدية والوثائق الرسمية وجوازات السفر، كما صدرت تعليمات للدبلوماسيين الفلسطينيين لتمثيل "دولة فلسطين" رسميًا، بدلاً من "السلطة الوطنية الفلسطينية". بالإضافة إلى ذلك، في 17 ديسمبر 2012، قرر رئيس بروتوكول الأمم المتحدة يوشيول يون أن "يتم استخدام تسمية "دولة فلسطين" من قبل الأمانة العامة في جميع الوثائق الرسمية للأمم المتحدة"، وبالتالي الاعتراف بدولة فلسطين التي أعلنتها منظمة التحرير الفلسطينية باعتبارها ذات سيادة على أراضي فلسطين ومواطنيها بموجب القانون الدولي.
بحلول فبراير 2013، اعترفت 131 دولة (67.9%) من الدول الأعضاء في الأمم المتحدة البالغ عددها 193 دولة بدولة فلسطين. ومع ذلك فإن العديد من الدول التي لا تعترف بدولة فلسطين تعترف بمنظمة التحرير الفلسطينية باعتبارها ممثل الشعب الفلسطيني.

## وصلات خارجية
- متحف غزة.
- في مؤلفه «فلسطين الكنعانيَّة»: المناصرة يصحح تأريخ فلسطين القديم، الجزيرة نت، 16 ديسمبر 2009.
- المبحث الأول: خلفية تاريخية (1948 - 1964)، منظمة التحرير الفلسطينية، والأحزاب والفصائل الفلسطينية، موسوعة مقاتل من الصحراء.
- خريطة فلسطين من 1475، ويعتبر واحدا من أقرب الخرائط المطبوعة.
- المركز الفلسطينى للإعلام - أخبار فلسطين -أخبار القدس.